# Spalangiopelta apotherisma
Spalangiopelta apotherisma är en stekelart som beskrevs av Darling och Paul E. Hanson 1986. Spalangiopelta apotherisma ingår i släktet Spalangiopelta och familjen puppglanssteklar. Inga underarter finns listade i Catalogue of Life.